# Cubacrisis

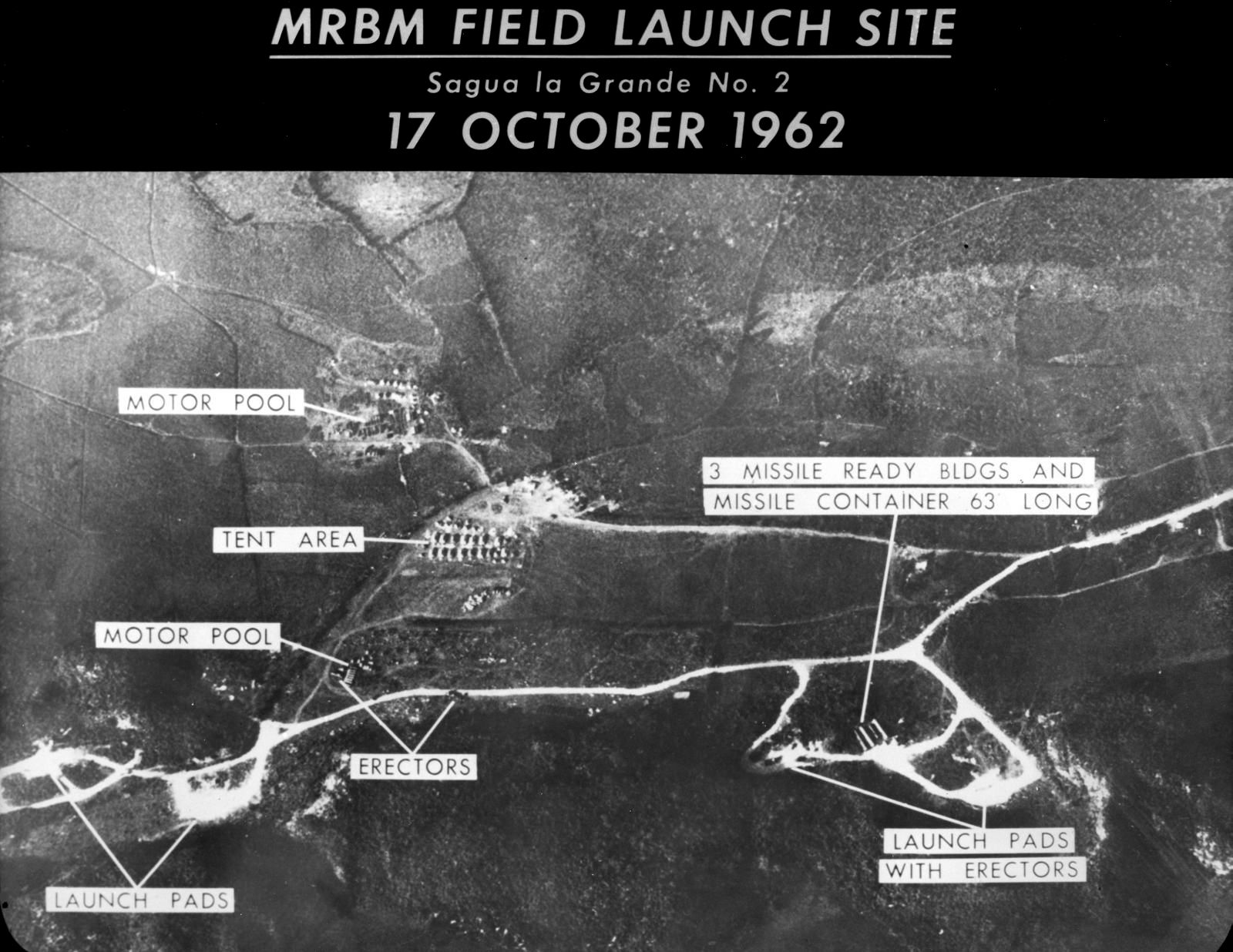
Spionagefoto van de lanceerinrichtingen op Cuba genomen op 17 oktober 1962

De Cubacrisis, in Cuba zelf bekend als de Oktobercrisis (Spaans: Crisis de octubre) en in de Sovjet-Unie als de Caribische crisis, was een politiek conflict tussen de Verenigde Staten en de Sovjet-Unie in oktober 1962. 
Op 1 januari 1959 werd president Batista verdreven en kwamen de revolutionairen met Fidel Castro en Che Guevara aan de macht. In april 1961 poogden Cubaanse ballingen met hulp van de CIA Cuba binnen te vallen (invasie in de Varkensbaai). In datzelfde jaar startte de VS diverse initiatieven om Fidel Castro ten val te brengen. Fidel Castro voelde zich bedreigd en zocht hulp bij de Sovjets. 
In 1959 startte de VS met het plaatsen van Jupiter ballistische raketten in Italië en Turkije, dicht tegen de grens met de Sovjetunie.  

## Aanleiding
Door de toenemende dreiging vanuit de VS om het nieuwe regime in Cuba omver te werpen zocht Fidel Castro steun bij de Sovjet-Unie. Om de VS op afstand te houden leek het aanbevolen om kernraketten in Cuba te plaatsten. Voor de Sovjet-Unie was het een antwoord op de plaatsing van kruisrakketen door de VS in Italië en Turkije. Cuba was bovendien interessant door de nabijheid van de VS en omdat het Amerikaanse waarschuwingssysteem niet ingericht was op het signaleren van raketten vanuit de Caraïben. Op deze manier zou de Sovjet-Unie strategische doelen sneller en nauwkeuriger kunnen aanvallen. 
Er waren nog twee andere motieven voor Chroesjtsjov om de raketinstallaties te plaatsen. Ten eerste waren de Amerikanen in april 1962 weer begonnen met kernwapenproeven. Naast de bemoeienis van Kennedy in Zuidoost-Azië en het uitblijven van resultaat in de Berlijnse kwestie was dit voor Chroesjtsjov een bevestiging voor de arrogantie van de Amerikanen. Ten tweede vreesde de Sovjet-Unie dat haar invloed op Cuba zou afnemen na het ontslag van Anibal Escalante, een invloedrijk communist van de harde lijn en fel pro Moskou.  Fidel Castro zag in hem een bedreiging van zijn macht en slaagde erin om hem te verdrijven als secretaris van de belangrijkste politieke partij in Cuba.
De aanwezigheid van raketten met een kernlading op Cuba kwam aan het licht door foto's van Amerikaanse U2-verkenningsvliegtuigen, die vanaf augustus 1962 boven het eiland waren gemaakt. Door de Amerikanen werd een aantal reacties overwogen. Een onmiddellijke nucleaire aanval werd snel afgewezen. Er werd lang getwijfeld tussen een complete invasie van Cuba met grondtroepen en een blokkade. Er werd uiteindelijk gekozen voor het laatste.

## Crisis

### Blokkade
Op 22 oktober 1962 trad de crisis in volle openbaarheid toen president John F. Kennedy van de Verenigde Staten een felle rede hield waarin hij de ontmanteling eiste van alle Sovjet-raketbases op Cuba en een blokkade aankondigde op alle militaire goederen naar het eiland. Deze Amerikaanse blokkade besloeg een gebied van ongeveer tachtig vierkante kilometer internationale wateren rond Cuba. De staat van paraatheid van het Amerikaanse leger werd verhoogd tot niveau DEFCON-2, waardoor een onmiddellijk militair ingrijpen tegen Cuba mogelijk werd.

### 24-28 oktober
Twee dagen later werd deze 'illegale' blokkade van kracht; de wereld hield de adem in, vooral toen duidelijk werd dat Sovjetschepen met kernkoppen aan boord de quarantainezone al dicht waren genaderd. De crisis werd nog verscherpt doordat enkele U-2-verkenningsvliegtuigen vanaf Cuba werden geraakt. Om de indruk te vermijden dat Kennedy zich liet leiden door de publieke opinie, werd dit feit door de Amerikanen niet openbaar gemaakt. Intussen vond achter de schermen druk overleg plaats. Op zaterdag 27 oktober kwam het, zoals tientallen jaren later duidelijk werd, bijna tot een kernoorlog. De volgende dag, zondag 28 oktober, bleek een keerpunt in de crisis, toen Radio-Moskou bekendmaakte dat de Sovjet-Unie gevolg zou geven aan de eisen van de VS en de schepen rechtsomkeert zouden maken.

### Oplossing
Deze concessie volgde op een intensieve dialoog tussen Kennedy en Chroesjtsjov, waarin niet alleen tot ontmanteling van de raketbases werd besloten, maar ook tot terugtrekking door de VS van de op de Sovjet-Unie gerichte kruisraketten in Italië en Turkije. Tevens werd overeengekomen dat de Verenigde Staten de territoriale integriteit van Cuba zouden respecteren. Hiermee kwam de facto een einde aan het Platt Amendement. Het was een godsgeschenk voor Fidel Castro. Om de publieke schade voor Kennedy beperkt te houden stemde Chroesjtsjov ermee in de terugtrekking van Amerikaanse raketten uit Turkije en Italië niet openbaar te maken. Daardoor leek het of de Russen een nederlaag hadden geleden. 

## Internationale reacties

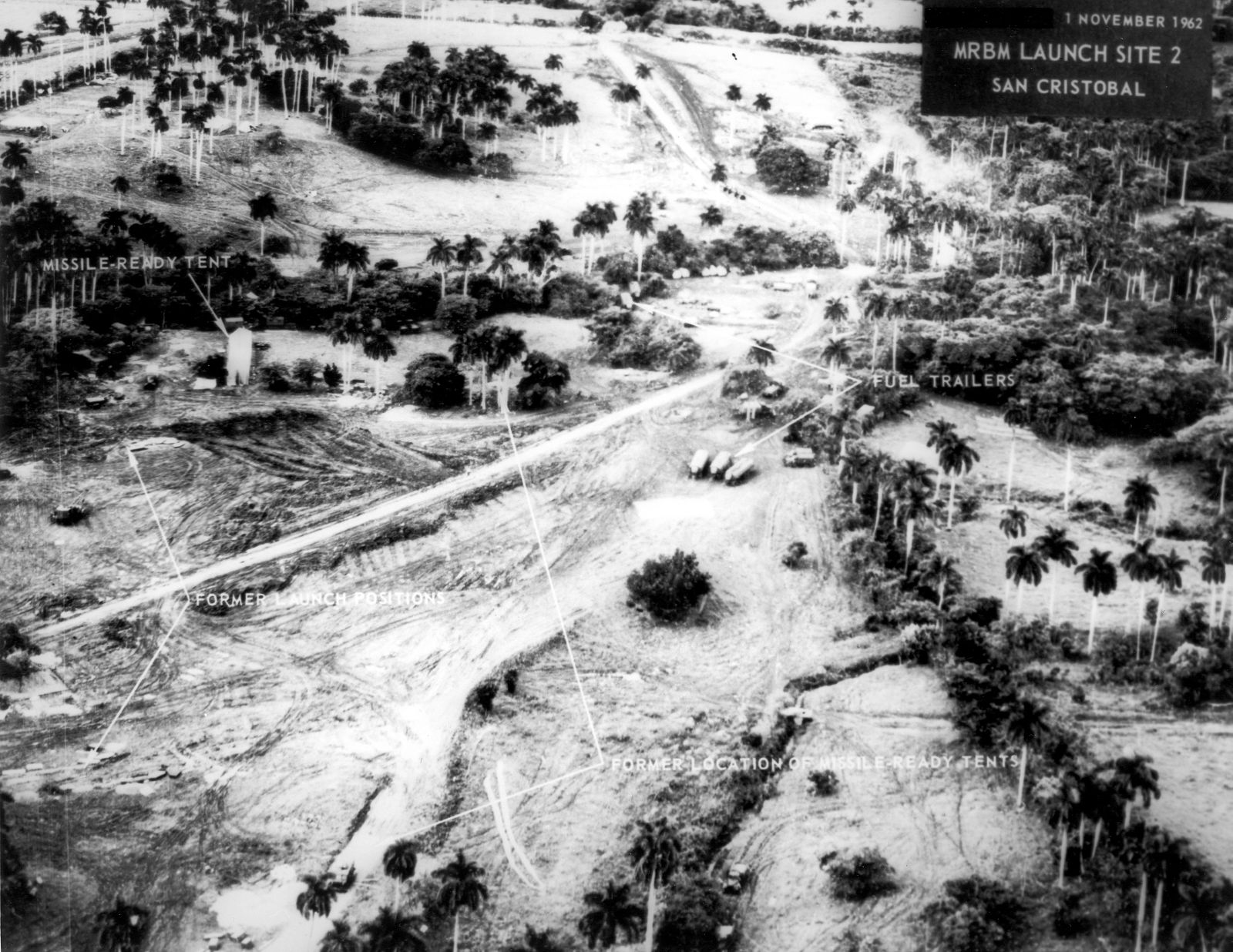
Spionagefoto van de lanceerinrichtingen op Cuba genomen op 1 november 1962

Achteraf bleken deze twee weken de gevaarlijkste periode te zijn geweest in de Koude Oorlog. Een atoomoorlog was niet langer een denkbeeldig dreiging. In het Westen bereidden velen zich voor op een mogelijke atoomoorlog door water- en voedselvoorraden te hamsteren. Ook was er op beperkte schaal sprake van emigratie.
De Cubacrisis resulteerde in 1963 in de instelling van een directe verbinding, de Hotline Washington-Moskou, tussen de Amerikaanse en Russische leiders, om in nieuwe mogelijke crisissituaties het hoofd te bieden aan de dreiging van een atoomoorlog.

## Latere studies
Uit geheime documenten die later (in 1992) werden vrijgegeven, alsmede uit een studie over de Cubacrisis bij de herdenking ervan in 2002, bleek dat de nucleaire oorlog dichterbij was geweest dan lang werd aangenomen. De Russische generaal Issa Plijev had toestemming om bij een invasie van Cuba door de VS het Russische nucleaire arsenaal te mogen gebruiken.
De Amerikanen gebruikten dieptebommen waardoor de  Russische onderzeeërs naar boven moesten komen. De kapitein van de Russische onderzeeër B-59 en zijn politieke officier dachten dat de oorlog tussen de Sovjets en de Amerikanen intussen was uitgebroken. Zij bepleitten het inzetten van nucleaire torpedo's tegen Amerikaanse oppervlakteschepen. Er was echter een unanieme beslissing door de drie hoogste officieren vereist. De ondercommandant Vasili Aleksandrovitsj Archipov voorkwam de inzet van nucleaire torpedo's door zijn toestemming niet te geven. In plaats van een kernoorlog te beginnen kwam de B-59 naar de oppervlakte.
Dean Acheson, voormalig minister van buitenlandse zaken en adviseur van Kennedy, schreef achteraf dat een kernoorlog alleen door 'gewoon stom toeval' was vermeden.

## Verfilming
De Amerikaanse speelfilm Thirteen Days (2000) van Roger Donaldson gaat over de Cubacrisis vanuit het standpunt van de gebroeders Kennedy en het Witte Huis. Het verhaal wordt verteld vanuit het perspectief van Kenneth O'Donnell, politiek adviseur van Kennedy, gespeeld door Kevin Costner. De nadruk ligt meer op de verstandige beslissingen tijdens de crisis dan op de tegenstelling tussen beide supermachten en de Koude Oorlog als geheel. De gebroeders Kennedy en O'Donnell staan tegenover de militaire top van de VS, die aandringt op een invasie van Cuba.